# Croton catariae
Espèce
Classification APG II (2003)
Croton catariae est une espèce de plantes à fleurs du genre Croton et de la famille des Euphorbiaceae, présente au Brésil (Mato Grosso).